# Babat (Suku Tengah Lakitan Ulu)
Babat is een bestuurslaag in het regentschap Musi Rawas van de provincie Zuid-Sumatra, Indonesië. Babat telt 3548 inwoners (volkstelling 2010).